# 南委事件
南委事件，是1942年5月至7月，国民政府特务机关大规模破坏中共在华南的地下组织南方工作委员会的事件。该事件是抗日战争期间国共摩擦的一部分，被视为“政治上的皖南事变”。

## 背景
1941年1月，按照中共中央和南方局的指示，撤消闽西南潮梅特委，成立中共南方工作委员会(简称“南委”)，代表南方局领导广东、海南、江西、广西、福建、香港、澳门等地抗日救国运动。下辖江西省委、粤北省委、广西省工委、粤北省委（李大林任书记，属于国统区）、粤南省委（梁广任书记，属于沦陷区），以及琼崖、潮梅、闽西、闽南、湘南五个特委，南委机关设在广东省梅县境内，书记方方，副书记兼组织部长张文彬，秘书长后为组织部部长郭潜，宣传部部长涂振农，副秘书长后为秘书长姚铎。妇女部长苏慧、青年部长吴华（即吴济生）。1941年春部分机关迁到大埔。南委在广东省曲江县设立交通站，在福建省平和县长乐乡老苏区的下村乌窠山设立电台，负责与中共中央南方局和南委下属各地党组织保持联系。李碧山任中共南方工作委员会联络员，负责管理“南委” 电台以及电台与南委机关之间的地下交通。马绍为电台党支部书记、王清生为台长、温碧珍为指导员、钟尚清为报务主任、袁克伦为机要科长。张全福为中共长乐区委(县级)书记。李克农从桂林拨来一部15瓦手摇发电机和15瓦发报机。

## 事件经过

### 前奏：江西省委被破坏
1940年，国民政府中统特务在赣南一个渡口发现两名女地下交通员可疑，于是对其进行跟踪监视。国民政府吸取了第一次国共内战期间搜查中共地下组织时的教训，改用采取长期跟踪盯梢的办法寻找中共交通站。在寻找到中共交通站后，国民政府又选准时机进行突击，秘密抓捕交通站负责人。在逮捕负责人之后，通过威逼利诱的做法，迫使中共地下交通员同意为国民政府服务，随后又将其放回原处，在监视下让交通站继续与各方面保持联络。
国民政府通过此办法顺藤摸瓜。1941年7月15日，中共江西省委书记谢育才在吉安被叛变的交通员出卖被捕，江西省委机关全部被破坏。1941年8月，中统江西省特种工作办事处主任冯琦（中共叛徒）到吉安会同江西调统室代理主任张启白和庄祖芳（中共叛徒），共同策划进一步破坏南委及其组织。国民政府特工继续使用江西省委名义与中共各地秘密机关进行联系，掌握其活动规律。到1942年初，中共江西地下组织所属的44个县委、200多个区委都被破坏，两千多党员被捕，两千多农村党员被强制管训。但中共南委对此毫不知情。

### 粤北组织被破坏
1942年2月8日，已被捕叛变的原江西省委代理书记颜福华来劝降谢育才、王勖夫妇，江西省委刚划归南委领导，中统及变节分子对南委了解不多。谢育才判断南委不知道江西省委已被破坏，南委极度危急。谢还获知中统控制的原江西省委电台，已骗得南委信任，和南委联络上。
1942年2月23日，国民党江西省党部上报行动方案称：除准备利用已自首變節之中共江西省委人员破获中共南方局外，并准备利用省委中有湘、鄂、粤、闽诸省线索者，“打击其高级组织”；利用省委中有出身闽西者，解决闽西中共武装；以省委中过去部属已为新四军长官者，“瓦解伪新四军实力”；利用此次捕获的经验丰富并熟悉各省情形的中共武装战斗员30余员，编为行动队，“潜去皖省，进攻伪新四军”。
中共南委虽然并不知道江西省委被破坏的具体情况，但对江西省委电台中断联系4个月有所警觉，1942年2月江西省委电台称机器损坏已修好，要求恢复联系。他们也收到了周恩来从重庆方面发来的警告。但南委对此认识不足，仍于4月派江西省委原书记、南委组织部部长郭潜前去传达指示、检查工作。国民政府特务拟胁迫先前假意签署自首书的谢育才一同前往曲江诱捕郭潜。谢育才、王勖夫妇决定放弃未满周岁襁褓中的儿子谢继强，1942年4月30日深夜从泰和逃走，徒步24天跨越赣、粤、闽，于5月22日走到平和县长乐乡找到区委书记张全福，要求联系“南委”，汇报情况。谢育才说：江西省委出了叛徒，他到江西不久就被捕了；危急时刻，他为了救“南委”，不惜假自首，骗得信任后出逃，赶来报警。连夜赶写报告向南委汇报“江西党严重情况”。。江西省委电台最近再呼叫“南委”电台，说要延安电台的呼号和波长，是因为受中统控制的反间。得到张全福的报告后，南委书记方方随即布置撤退转移工作。
5月26日，南委电台给到达韶关的郭潜发了让他撤离的电报，郭潜没能及时把密码译出。5月26日，郭潜在旅馆被中统特务逮捕，经过审讯和威胁，郭潜在要求生活与生命安全和秘密自首等条件被应允后，随即投降，并首先供出了在韶关的粤北省委的情况，还供出由香港撤退回来的中共中央南方局委员廖承志的住址。当晚，郭潜带着特务破坏了粤北省委机关。

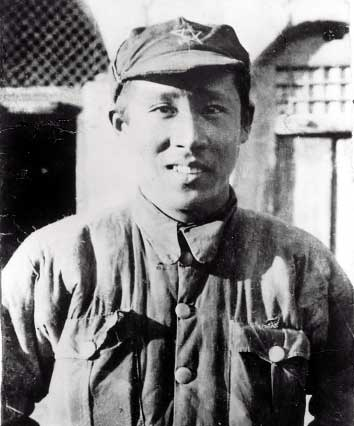
1942年5月30日，中共中央南方局委员、原八路军驻香港办事处主任廖承志在樂昌縣坪石鎮被捕。

1942年5月27日凌晨，郭潜带着特务到韶关五里亭抓捕中共粵北省委書記李大林以及省委组织部长饶卫华及交通、译电员等十五人。事件发生翌日，粤北省委秘书长严仲(陈志华)采取了紧急措施：立即派人分别通知各部和有关人员转移隐蔽；通过粤北省委电台电告南委和方方；向南方局和周恩来报告粤北省委被破坏情况，请示应变办法。粤北省委统战部长饶彰风、宣传部长黄康等人及电台和下属组织的人员分别撤到东江、粤北、西江和桂林等地隐蔽，严仲(陈志华)则在韶关做善后工作。周恩来此时急电南委，让廖承志立即到重庆；如果走不了，则应同他的母亲何香凝住在一起。但南委在同廖承志取得联系前，5月30日，郭潜带着特务赶到广东北部樂昌縣坪石鎮把廖承志逮捕。
6月3日，“南委”电台决定转移到大埔县大东镇长丘田村，并派出警卫陈鹤平前去勘察地形，但他跑到平和县城投敌了。当晚，陈鹤平带着县保安队上山，欲包围偷袭南委电台。恰巧，电台两个武装保卫人员出山执行任务，途中巧遇敌群，开枪射敌，枪声大作。“南委”电台人员立即转移撤退，电台设备和人员安然无恙。“南委”电台奉命停止工作。1942年底，电台人员分散成一支小队伍，隐蔽在秀山村和乐北村等地，开荒种地、熬樟脑油、酿酒。平日，电台用收报机抄收新华社电讯，供大家学习。1943年夏秋之间，南委电台人员陆续调回重庆南方局。
6月6日，郭潜引领特务到南委所在地大埔高陂拘捕正向东江方向撤退的南委副书记张文彬、宣传部长涂振农和高陂区委书记王道生等人。7日凌晨，特务包围了南委书记方方驻地，但遭到群众围堵，方方趁机脱险。6月8日，周恩来得知廖承志等被捕的消息后，又电示方方：“南委与江西、粤北断绝一切往来，负责同志立即分散隐蔽；南委同廖承志和香港归来的一切公开关系完全断绝，他们的关系由南方局设法联络；停止派人往桂林取款，以免波及；立即斩断一切上层的公开关系；南委直接管辖的下级干部暂作静止，不作声息，不做任何活动；立即停止同江西电台联络。要求此电立即执行，切勿犹豫，并将执行情况电告南方局。”
1942年“南委事变”，吴南生把南委书记方方等一批同志藏在家乡，送他们安全转移。随后，奉命千里迢迢监护叛徒姚铎到重庆，在姚铎逃出红岩后，又发“暗语”电报通知潮汕党组织除奸。

### 广西省工委被破坏
7月4日，国民党中央执委会急电桂系省委主席黄旭初，令其破坏中共广西地下党。7月9日，郭潜又带国民政府特务前往桂林，制造了广西“七九事件”，逮捕了中共广西省工委副书记兼宣传部长苏蔓、中共广西省工委妇女部部长、省工委副书记罗文坤夫妇、南方工委驻广西特别交通员张海萍、省工委外交通员梁耀宝等30人。梁耀宝随即投降。省工委书记钱兴脱险转移。1942年7月11日，桂林市委书记彭维之被捕。1942年7月12日，苏蔓、罗文坤、张海萍在逸仙中学集体自缢。彭维之于1943年1月上旬叛变，供出其所掌握的300多名党员名单。特务据此在玉林、南宁等地进行了大逮捕。自13日起在玉林地区共逮捕中共党员30多人，群众20多人；14日午夜至15日，在南宁地区共逮捕中共党员70余人，群众30多人。

## 后续处理

### 组织安排

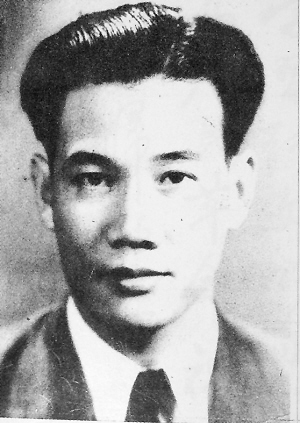
死于狱中的中共南方工作委员会副书记张文彬。

广西中共党组织被破坏后，周恩来考虑到中共湖南省委书记高文华的住址被部分中共叛徒知悉，决定将高文华从湖南调回重庆。8月，周恩来致电广东军政委员会书记尹林平，指示南委地区除日占区、游击区党组织照常活动外，属于国统区的党组织一律暂时停止活动；已暴露身分的党员干部一律转移；其余干部应利用职业隐蔽，执行“勤学、勤业、勤交友”的方针。潮梅特委派委员张克到重庆请示时，周恩来、孔原又向他作了同样的指示，要求一切以安全为第一，防止事件的继续扩大。
但这时南委个别领导人仍然认为“此次撤退是逃跑，是仓皇溃散”。12月，中共中央南方局决定：南委领导取消，工作停止；南委书记方方一定离开南方；中共潮梅特委、闽西特委直接同南方局联系；南委电台停止使用，秘密埋藏。1943年5月，经由吴南生、王华生等人掩护，方方回到重庆。6月底，随同周恩来等返回延安。1942年底，中共中央南方局根据形势发展，指示广东党组织以尹林平、梁广、连贯组成临时省委。1943年1月，中共广东临时省委成立，以尹林平为书记，并决定在国统区各地恢复组织活动。1944年以后，各地党组织陆续恢复活动。

### 主要人物结局
南委领导人被捕后，被押到“江西省青年留训所”（即泰和县马家洲集中营），最终结局各异。廖承志先后受到“突击审讯”、“疲劳审讯”，但坚持不屈。1945年6月，在中共七大上，廖承志当选为中共第七届中央候补委员，得票最高。1946年1月22日，廖承志获释出狱。张文彬于1944年8月26日在狱中病逝。涂振农于1943年1月30日书写脱党声明，中华人民共和国成立后被处决。郭潜1949年到台湾，任国家安全局局长，此后编写《中共史论》一书。
谢育才后担任韩江纵队参谋长、随东江纵队北撤胶东后，1947年华东局党校审查并经中央工委批准开除其党籍，同意从一九四五年二月重新入党。闽西三年游击时期的老领导，中原局第一书记邓子恢还是信任谢育才，1948年5月安排其任河南省军区第五军分区（即许昌军分区）司令员，兼郑（州）洛（阳）警备区司令员；1950年1月任华南支前司令部参谋长、1950年6月任汕头市市长。因发现当年的“死结”、“密结”未报告党组织，1951年12月华南分局对谢开除党籍。1952年1月任华南垦殖局（农垦总局）秘书处长。1957年5月广东省委批准重新入党。1957年7月—1961年11月任海南农垦局局长，兼党组书记，后兼海南行署副主任；1976年被错定为叛徒，开除党籍。于1977年3月15日病逝。1999年1月8日，1999年中共广东省纪委一号文件转发中共中央纪律检查委员会通知，经中央纪委常委复议并报中共中央同意，决定恢复谢育才同志1926年至1945年一段的党籍党龄。。

### 分析与评价
对于南委事件的发生，周恩来总结原因，认为蒋介石看到美英苏均陷入困难局面，战争将旷日持久，而日本也不能以主力对中国取攻势，反以政治攻势拉蒋。因此蒋介石“认定他已成为世界骄子，在目前天下莫敢予毒的良机下，正好放手反共”。1942年下半年，还发生了震动国内外的胡志明在广西被羁押半年事件。而中共遭遇惨重损失的原因，周恩来则认为“是秘密组织与武装斗争同时并用，致工作路线发生许多错误。”“在大后方的党，只能全力执行中央长期埋伏、积蓄力量、等候时机的路线，不能同时采取武装斗争的路线。”中共中央为此决定放弃在大后方发展武装斗争的方针，解散省一级党的机构，明确电示：“鉴于浙江、江西、广东三个省委破坏的教训，秘密党内必须取消省委特委的组织，只保留县委，如某些县委也不能保留者，则只保留支部。”中统负责人徐恩曾则说：“这是我和共产党在抗战时期战斗中的惟一胜利。也是我的全部战斗纪录中经过时间最长，技术上最为成功的胜利。”